# Cromagnon (gruppo musicale)
I Cromagnon sono stati un gruppo musicale rock sperimentale statunitense, fondato nella seconda metà degli anni sessanta da Austin Grasmere, polistrumentista e mente del gruppo, che compose e strutturò coerentemente le varie improvvisazioni e suoni concreti, e da Brian Elliot, entrambi membri di una comune hippie. Pubblicarono un unico album, Orgasm, nel 1969, che fu poi ripubblicato nel 2000 con il nome di Cave Rock.

## Storia

### Orgasm
Il loro unico album, Orgasm del 1969 (ripubblicato nel 2000 con il nome di Cave Rock), pur essendo restato completamente sconosciuto all'epoca, è considerato un precursore di generi che sarebbero nati nel giro di un paio di decenni, come il noise rock, l'industrial rock o il no wave.
Il loro brano più emblematico, Caledonia, negli anni 2000 reinterpretato dai giapponesi Ghost, citato da Pitchwork Media come 163º miglior brano degli anni sessanta, e citato come nona canzone più pesante prima dell'avvento dei Black Sabbath da Guitar World, è estremamente atipico e all'avanguardia per l'epoca in cui fu prodotto.
Durante la registrazione, i membri della band hanno chiesto a un gruppo pop-rock chiamato The Boss Blues che passava per caso davanti allo studio insieme ad amici, e anche a semplici passanti, di contribuire all'album; questo insieme di persone fu citato come Connecticut Tribe.

### Eventi successivi
Riguardo alla loro storia vige un mistero quasi assoluto, compreso il periodo della fondazione della band; il loro obiettivo, probabilmente, fu quello di esprimere una libertà morale e comunismo assoluti, cosa che li spinse all'espressione di orizzonti musicali inesplorati.
Dalla pubblicazione di Orgasm, della band si persero le tracce. Nel 2002 vennero intervistati tutti i superstiti, compresi i membri della Connecticut Tribe, che contribuirono a Orgasm, a parte Austin Grasmere, con cui avevano perso i contatti, dalla ESP-disk. Essi erano Sal Salgado, Peter Bennett e Vinnie Howley. Brian Elliot, Mark Payuk e Jimmy Bennett erano invece deceduti.

## Discografia

### Album in studio
- 1969 - Orgasm (ripubblicato nel 2000 come Cave Rock)

## Formazione
Le seguenti persone hanno contribuito ad Orgasm.

### Gruppo
- Austin Grasmere (voce, musica)
- Brian Elliot (voce, musica)

Connecticut Tribe
- Peter Bennett (basso)
- Jimmy Bennett (chitarra, cornamusa)
- Vinnie Howley (chitarra)
- Sal Salgado (percussioni)
- Nelle Tresselt (membro onorario)
- Mark Payuk (cori)
- Gary Leslie (cori, effetti sonori)